# Distrikt Santa Rosa (Lima)

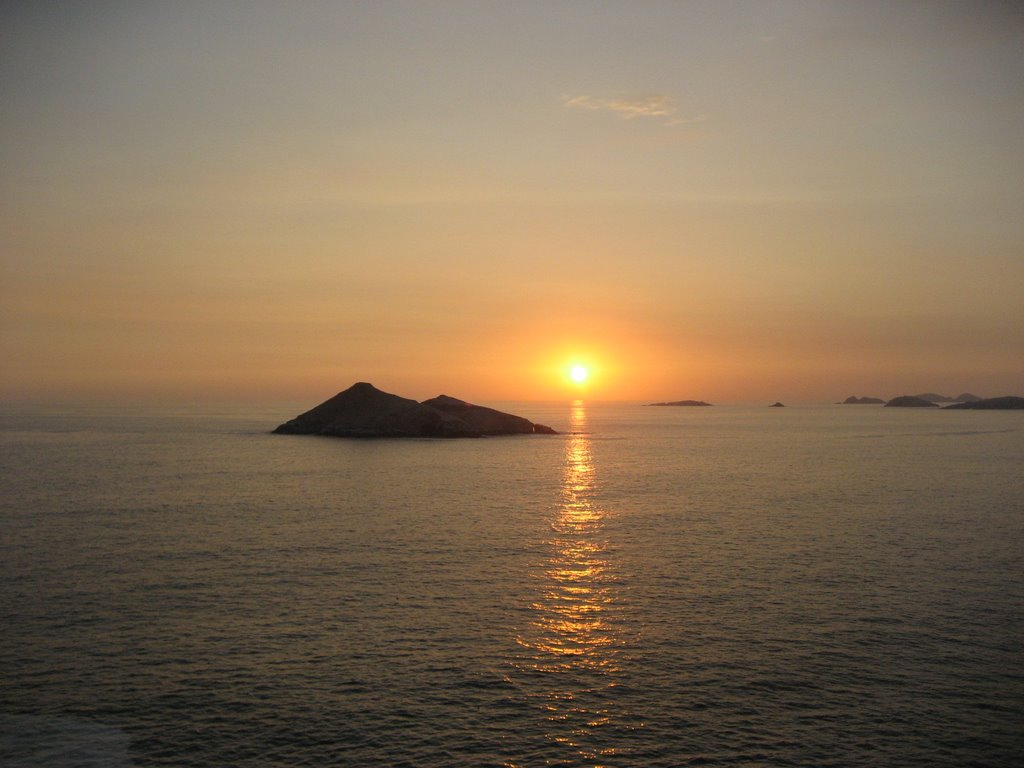
Die vor der Küste gelegene Insel Isla Las Gemelas bei Sonnenuntergang

Der Distrikt Santa Rosa ist einer der 43 Stadtbezirke der Region Lima Metropolitana in Peru. Er umfasst eine Fläche von 21,5 km². Beim Zensus 2017 wurden 27.863 Einwohner gezählt. Im Jahr 1993 lag die Einwohnerzahl bei 3.903, im Jahr 2007 bei 10.903.

## Geographische Lage
Der Distrikt Santa Rosa liegt an einer Bucht im Norden der Provinz Lima. Er besitzt eine etwa 5,5 km lange Küstenlinie und reicht lediglich 4,5 km ins Landesinnere. Die Nationalstraße 1N (Panamericana) verläuft entlang der nordöstlichen Distriktgrenze. Die Hügel an der südlichen Distriktgrenze erreichen Höhen von bis zu 435 m.
Der Distrikt Santa Rosa grenzt im Norden und Osten an den Distrikt Ancón, im Süden an den Distrikt Ventanilla in Callao.